# Referendum cipriota sull'enōsis del 1950
Tra il 15 e il 22 gennaio 1950 si tenne a Cipro un referendum non ufficiale sull'enōsis (riunificazione) con la Grecia. Il referendum fu votato solo dai greco-ciprioti e la proposta fu approvata dal 95,71% dei partecipanti.

## Antefatti
Il 12 dicembre 1949, l'arcivescovo Makarios II aveva invitato le autorità britanniche a indire un referendum sul futuro dell'isola. Dopo il loro rifiuto, il Consiglio della Chiesa e l'organizzazione Enosis organizzarono un referendum. I libri delle firme furono forniti nelle chiese tra il 15 e il 22 gennaio 1950. Essi avevano due colonne, intitolate "Chiediamo l'unione con la Grecia" e "Siamo contro l'unione di Cipro con la Grecia".

## Risultati
| Scelta                                    | Voti    | %     |
| ----------------------------------------- | ------- | ----- |
| A favore                                  | 215.108 | 95.71 |
| Contro                                    | 9.639   | 4.29  |
| Schede non valide / bianche               |         | -     |
| Totale                                    | 224.747 | 100   |
| Elettori registrati / affluenza alle urne |         |       |
| Fonte: Democrazia diretta                 |         |       |

## Conseguenze
Dopo il referendum, la Chiesa di Cipro ammonì pubblicamente coloro che avevano votato contro l'enosis. Negli ultimi anni di dominio britannico a Cipro, la Chiesa cercò di mettere a tacere l'opinione dissenziente tra i greco-ciprioti, a volte con mezzi violenti. Nel febbraio 2017, il parlamento cipriota ha votato a favore della commemorazione annuale del referendum nelle scuole. La decisione è stata accolta negativamente dai politici turco-ciprioti, causando l'interruzione dei colloqui tra il presidente cipriota Nicos Anastasiades e il leader turco-cipriota Mustafa Akıncı.